# Touraine

Touraines flagga.

Touraine var i äldre tider ett landskap och guvernement i Frankrike, med Tours som huvudstad. Dess areal är omkring 6 940 kvadratkilometer. För sin bördighet kallades det "Frankrikes trädgård". 
Touraine blev uppkallat efter sina keltiska inbyggare, turones. Det gränsade i norr till Maine och Orléanais, i nordost till Orléanais, i öst till Berry, i söder till Berry och Poitou samt i väst till Anjou. 
Under merovingerna och karolingerna bildade det ett grevskap, som 1004-1045 var förenat med Champagne och efter 1045 med Anjou. På samma gång som Maine och Anjou blev det 1154 engelsk besittning, men indrogs efter 1203 av franske kungen Filip II August som förverkat län till franska kronan. 1360 upphöjdes det av kung Johan till hertigdöme och förlänades åt hans son Filip, sedermera hertig av Burgund, samt var därefter flera gånger apanage, tills det efter Henrik II:s broder hertig Frans’ av Alencon död (1584) definitivt förenades med franska kronan.
Sedan 1545 hade det varit ett guvernement. På 1790-talet, med dess omfattande omorganisering av Frankrike, lades större delen av Touraine till departementet Indre-et-Loire, mindre delar till departementen Vienne och Loir-et-Cher. Av Loire delades det i två delar: Haute Touraine norr och Basse Touraine söder om floden. 
Touraine är berömt för sina många slott och vingårdar. Från området kommer bland andra René Descartes, François Rabelais, Alfred de Vigny, Honoré de Balzac och René Boylesve.